# Josip Mišić
Josip Mišić (născut la 14 iulie 1986, Republica Socialistă Croația) este un fotbalist croat care a fost în lotul echipei FC Universitatea Craiova, dar nu a jucat niciun meci.
Este un fost internațional croat de tineret care joacă pe postul de fundaș stânga și a mai evoluat doar la echipe din Croația.